# Třída Protefs
Třída Protefs (jinak též třída Proteus či třída Glafkos) byla třída ponorek řeckého námořnictva. Celkem byly postaveny čtyři jednotky této třídy. Ve službě byly v letech 1929–1947. Účastnily se bojů druhé světové války. Unikly z okupovaného Řecka a operovaly v součinnosti se Spojenci. Tři byly za války potopeny a čtvrtá byla vyřazena roku 1947.

## Stavba
Celkem byly postaveny čtyři ponorky této třídy. Objednány byly roku 1925. Konstrukčně byly příbuzné francouzské třídě Sirène. Tři ponorky postavila francouzská loděnice Ateliers et Chantiers de la Loire v Nantes a jednu loděnice Chantiers Navales Français v Blainville. Do služby byly přijaty v letech 1929–1930.
Jednotky třídy Protefs:
| Jméno         | Loděnice                          | Založení kýlu | Spuštěna       | Vstup do služby | Poznámky |
| ------------- | --------------------------------- | ------------- | -------------- | --------------- | --- |
| Protefs (Y-3) | Ateliers et Chantiers de la Loire | 1927          | 24. října 1928 | srpen 1929      | Dne 29. prosince 1940 u albánského pobřeží taranována a potopena italskou torpédovkou Antares.                                                 |
| Nirefs (Y-4)  | Ateliers et Chantiers de la Loire | 1927          | prosinec 1927  | březen 1930     | Vyřazena 1947. Sešrotována. |
| Triton (Y-5)  | Ateliers et Chantiers de la Loire | 1927          | 4. dubna 1928  | březen 1930     | Dne 16. listopadu 1942 v Egejském moři potopena německým torpédoborcem Hermes (ukořistěný řecký Vassilefs Georgios) a stíhačem ponorek UJ2102. |
| Glafkos (Y-6) | Chantiers Navales Français        | 1927          | 1928           | 1930            | Dne 4. dubna 1942 na Maltě potopena během náletu.                                                                                              |

## Konstrukce
Konstrukčně představovaly typ Loire-Simonot. Vyzbrojeny byly jedním 100mm/40 kanónem Schneider QF, jedním 40mm/39 kanónem QF Mk.II a osmi 533mm torpédomety se zásobou deseti torpéd. Šest torpédometů se nacházelo v přídi a dva byly na zádi. Všechny torpédomety zasahovaly do tlakového trupu. Kanóny byly umístěny na velitelské věži. Pohonný systém tvořily dva diesely Sulzer o výkonu 1420 hp a dva elektromotory o výkonu 1200 hp, pohánějící dva lodní šrouby. Nejvyšší rychlost dosahovala čtrnáct uzlů na hladině a 9,5 uzlu pod hladinou. Dosah byl 4000 námořních mil při deseti uzlech na hladině a 100 námořních mil při pěti uzlech pod hladinou. Operační hloubka ponoru dosahovala 85 metrů.